# Micranthes tennesseensis
Micranthes tennesseensis là một loài thực vật có hoa trong họ Saxifragaceae. Loài này được (Small) Small miêu tả khoa học đầu tiên năm 1903.